# Sejães (Póvoa de Varzim)
Sejães es una aldea portuguesa situada en la freguesía de Aver-o-Mar, Amorim e Terroso, del municipio de Póvoa de Varzim y distrito de Oporto.

## Patrimonio
El túmulo de Sejães es un monumento prehistórico localizado en el lugar de Sejães.
En la aldea se localiza el Jardín de Infancia de Sejães, para niños de menos de 6 años.